# Natalia Rodriguez (modella)
Natalia Rodriguez (Buenos Aires, 1987) è una modella argentina, incoronata Miss Argentina 2011 in rappresentanza della provincia di Capital Federal.
La modella ha battuto le altre venti concorrenti del concorso, ricevendo il 4 luglio 2011 presso il Palacio Alsina di Buenos Aires la corona di prima classificata al concorso, davanti a Denisse Seewald e Carolina Yanuzzi, rispettivamente seconda e terza classificata.
In veste di rappresentante ufficiale dell'Argentina, Natalia Rodriguez ha preso parte all'edizione 2011 del concorso internazionale Miss Universo, che si è tenuto a San Paolo, in Brasile, il 12 settembre 2011.